# Huajangozaury
Huajangozaury (Huayangosauridae) – niewielka rodzina dinozaurów (obok Stegozaurów (Stegosauridae)) z grupy stegozaurów.
Huajangozaury różniły się od stegozaurów (Stegosauridae) posiadaniem krótszej i wyższej czaszki.

## Wielkość
- Długość: około 4 metry;
- Wysokość: około 1,5 metra;
- Waga: około 300-500 kg.

## Występowanie
- Czas: od środkowej Jury do wczesnej Kredy;
- Miejsce: Europa i Azja.

## Rodzaje
- Huajangozaur,
- ?Regnozaur.